# Headley Grange
Headley Grange est un ancien hospice à Headley dans l'est du comté d'Hampshire en Angleterre. Plusieurs groupes de musique comme Led Zeppelin, Bad Company et Genesis y sont venus enregistrer certains de leurs titres. On dit que Robert Plant aurait écrit une grande partie des paroles de Stairway to Heaven en un seul jour à Headley Grange. Peter Gabriel et d'autres membres de Genesis ont reconnu avoir écrit et enregistré leur album concept de 1974  The Lamb Lies Down on Broadway  à la ferme. 